# ガルフ郡 (フロリダ州)
ガルフ郡（ガルフぐん、英: Gulf County）は、アメリカ合衆国フロリダ州の西部に位置する郡である。2010年国勢調査での人口は15,863人であり、2000年の13,332人から19.0%増加した。郡庁所在地はポートセントジョー市（人口3,445人）であり、同郡で人口最大の都市でもある。

## 歴史
ガルフ郡は1925年に設立され、郡名はメキシコ湾（ガルフ・オブ・メキシコ）から採られた。ウィワイッチカが初代郡庁所在地となり、1927年に建てられた郡庁舎は今も残っている。1965年、郡庁は、昔セントジョセフと呼ばれていたポートセントジョーに移された。ここは1838年にフロリダ州憲法制定会議が初めて開かれた場所である。

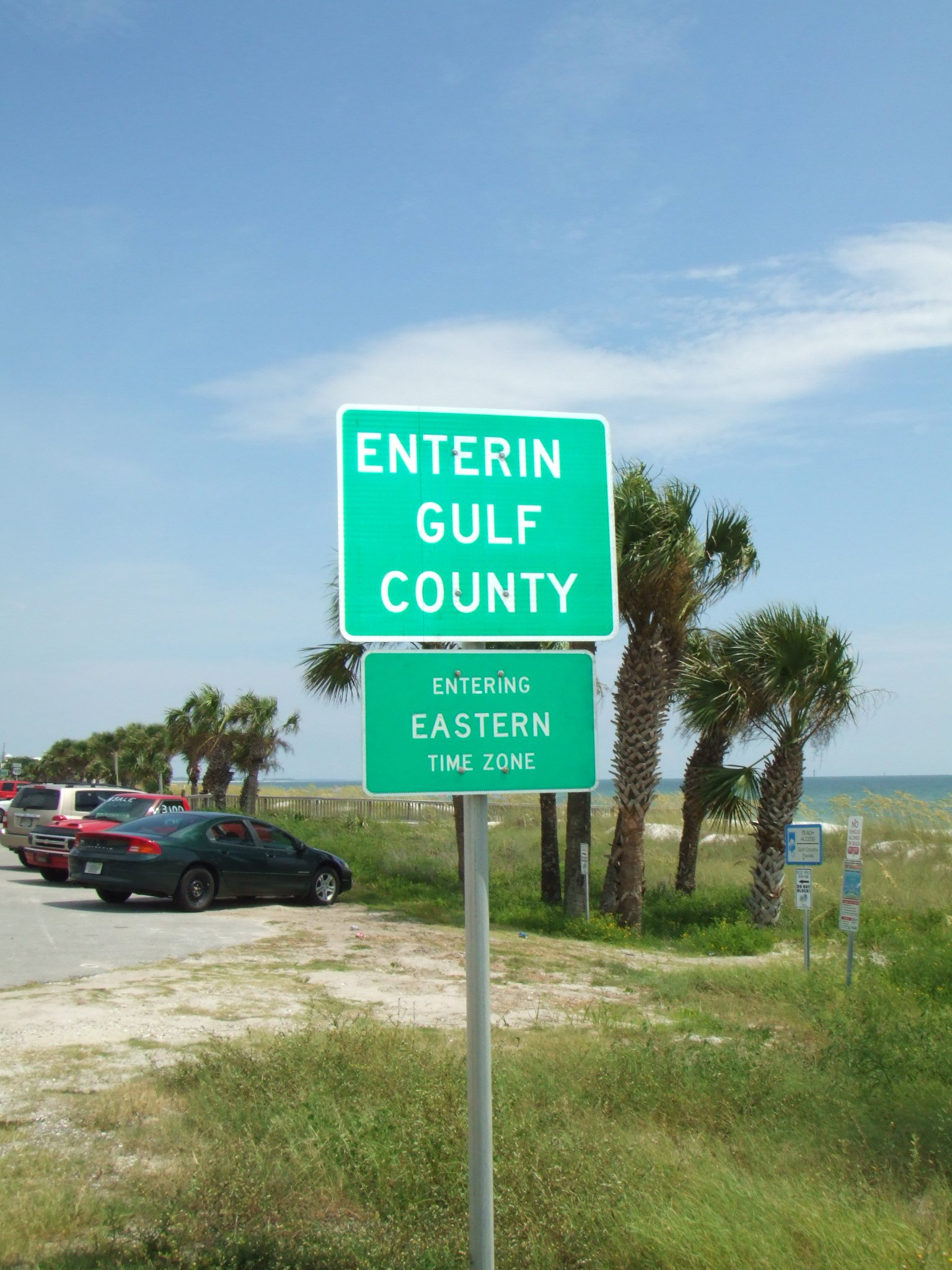
ガルフ郡内にある東部標準時への移行点

## 地理
アメリカ合衆国国勢調査局に拠れば、郡域全面積は744.59平方マイル (1,530 km2)であり、このうち陸地554.60平方マイル (1,490 km2)、水域は190.00平方マイル (39 km2)で水域率は25.52%である。

### 標準時
ガルフ郡は郡内で中部標準時と東部標準時が分けられており、2つの標準時帯に跨る国内でも珍しい郡の1つである。郡内のイントラコースタル・ウォーターウェイ（内陸水路）で分けられている。

### 隣接する郡
- カルフーン郡 - 北
- リバティ郡 - 北東
- フランクリン郡 - 東
- ベイ郡 - 西

### 国立保護地域
- セントビンセント国立野生生物保護区（部分）

## 人口動態
以下は2000年の国勢調査による人口統計データである。
| 基礎データ - 人口: 13,332人 - 世帯数: 4,931 世帯 - 家族数: 3,535 家族 - 人口密度: 9人/km2（24人/mi2） - 住居数: 7,587軒 - 住居密度: 5軒/km2（14軒/mi2） 人種別人口構成 - 白人: 79.89% - アフリカン・アメリカン: 16.94% - ネイティブ・アメリカン: 0.65% - アジア人: 0.40% - 太平洋諸島系: 0.05% - その他の人種: 0.53% - 混血: 1.55% - ヒスパニック・ラテン系: 2.03% | 年齢別人口構成 - 18歳未満: 21.7% - 18-24歳: 6.8% - 25-44歳: 29.4% - 45-64歳: 26.0% - 65歳以上: 16.2% - 年齢の中央値: 40歳 - 性比（女性100人あたり男性の人口） - 総人口: 114.6 - 18歳以上: 116.7 世帯と家族（対世帯数） - 18歳未満の子供がいる: 28.4% - 結婚・同居している夫婦: 55.5% - 未婚・離婚・死別女性が世帯主: 11.9% - 非家族世帯: 28.3% - 単身世帯: 25.5% - 65歳以上の老人1人暮らし: 11.4% - 平均構成人数 - 世帯: 2.42人 - 家族: 2.87人 | 収入と家計 - 収入の中央値 - 世帯: 30,276米ドル - 家族: 36,289米ドル - 性別 - 男性: 27,539米ドル - 女性: 20,780米ドル - 人口1人あたり収入: 14,449米ドル - 貧困線以下 - 対人口: 16.7% - 対家族数: 13.7% - 18歳未満: 20.8% - 65歳以上: 14.1% |

## 都市と町

### 法人化自治体
- ポートセントジョー市 - 郡庁所在地
- ウィワイッチカ市

### 未編入の町
- ダルキース
- ハイランドビュー
- ハニービル
- オーバーストリート
- ホワイトシティ

## 政治
地方選挙レベルでガルフ郡は民主党の地盤である。しかし州や国政選挙では共和党に投票する傾向にある。2012年時点で郡内の登録有権者は9,479人であり、民主党が5,320人(56%)、共和党が3,305人(34%)となっている。
郡政委員会は5人の委員で構成され、2012年時点で民主党員3人、共和党員2人となっている。他の選挙で選ばれる郡役人（裁判所事務官、資産評価官、保安官、教育監督官、税徴収官）は全て民主党員である。
アメリカ合衆国下院議員は共和党のスティーブ・サザランドを送り出している。2008年アメリカ合衆国大統領選挙では、共和党のジョン・マケインが郡投票総数の69%を獲得した。2004年も共和党現職のジョージ・W・ブッシュが制した。
| 年     | 共和党 | 民主党 | その他 |
| ------ | ------ | ------ | ------ |
| 2008年 | 69.0%  | 29.8%  | 1.2%   |
| 2004年 | 66.0%  | 33.1%  | 0.9%   |
| 2000年 | 57.8%  | 39.0%  | 3.2%   |

## 教育
郡内の公共教育はガルフ郡教育学区が管轄している。

### 政府関連
- Gulf County Board of County Commissioners
- Gulf County Supervisor of Elections
- Gulf County Property Appraiser
- Gulf County Sheriff's Office
- Gulf County Tax Collector

### 特殊地区
- Gulf County School District
- Northwest Florida Water Management District

### 司法関連
- Gulf County Clerk of Courts
- Circuit and County Court for the 14th Judicial Circuit of Florida serving Bay, Calhoun, Gulf, Holmes, Jackson and Washington counties

### 観光
- Gulf County Tourism Development Council

### 民間
- Gulf County Chamber of Commerce

座標: 北緯29度54分 西経85度14分 / 北緯29.90度 西経85.24度